# Aylmerton
 Aylmerton é uma cidade e freguesia no distrito de North Norfolk em Norfolk, Inglaterra, cerca de 22,1 mi (35,6 km) de Norwich.A paróquia tem uma área de 686 hectares e uma população de 435 pelo censo de 2001

## Gallery

Aylmerton
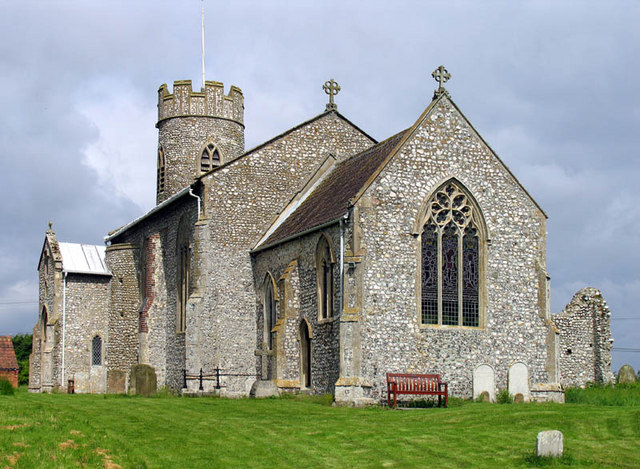
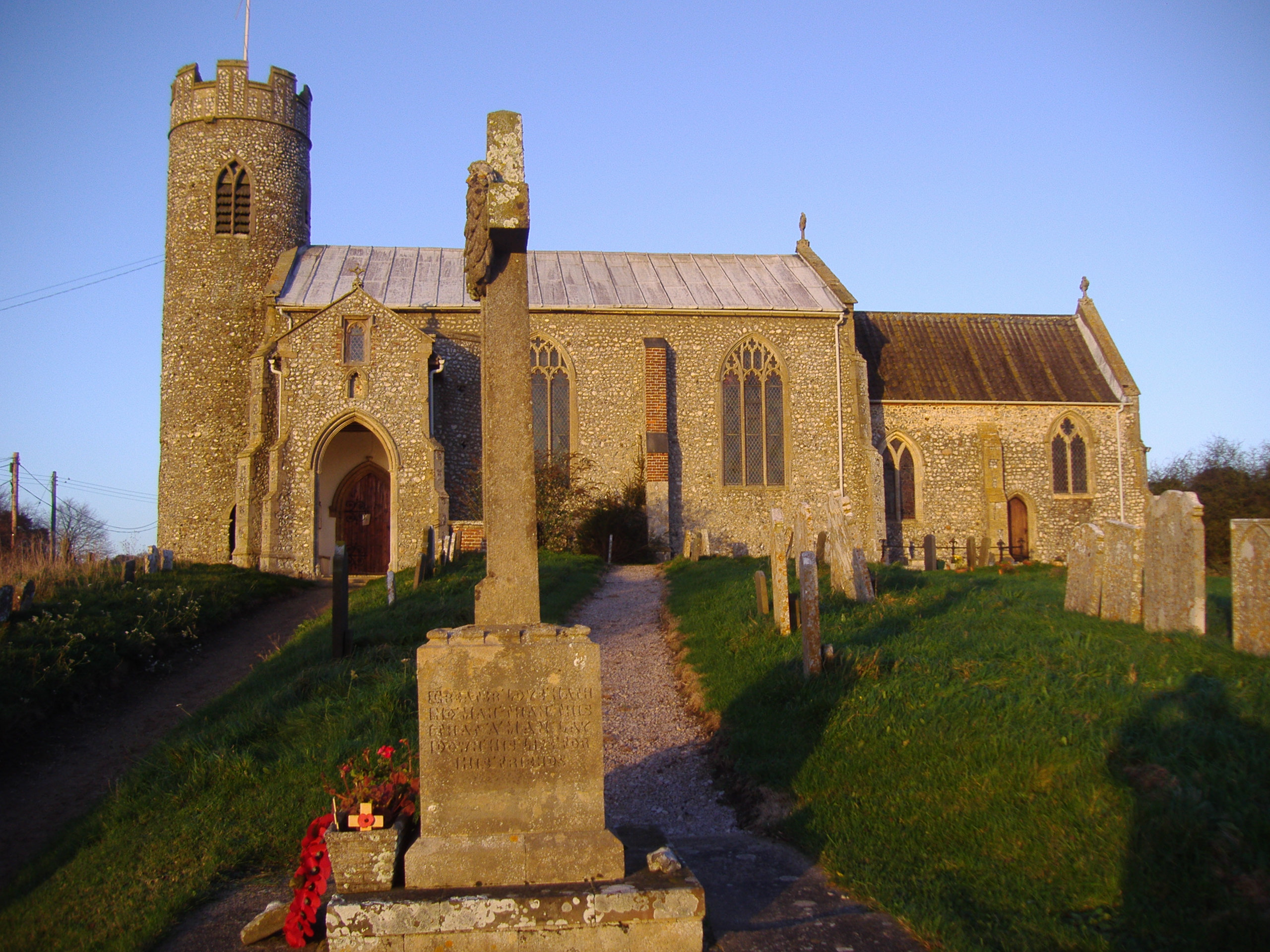
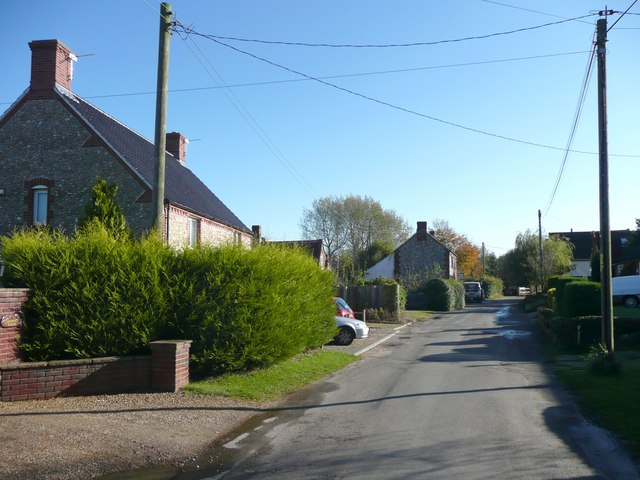
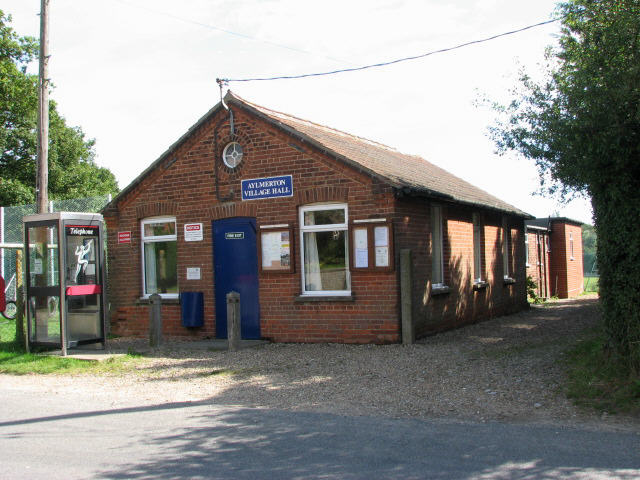
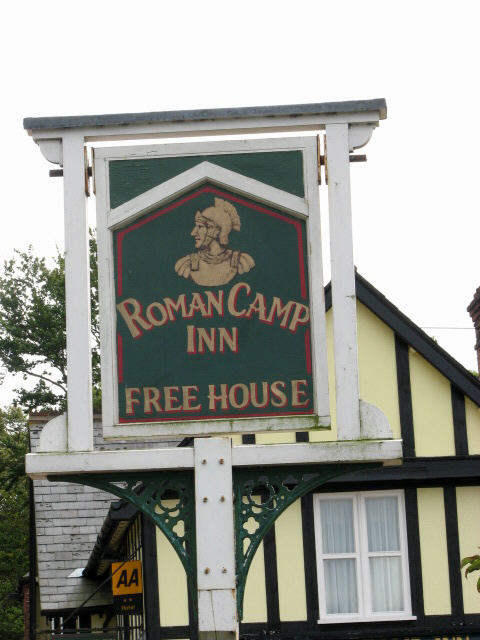
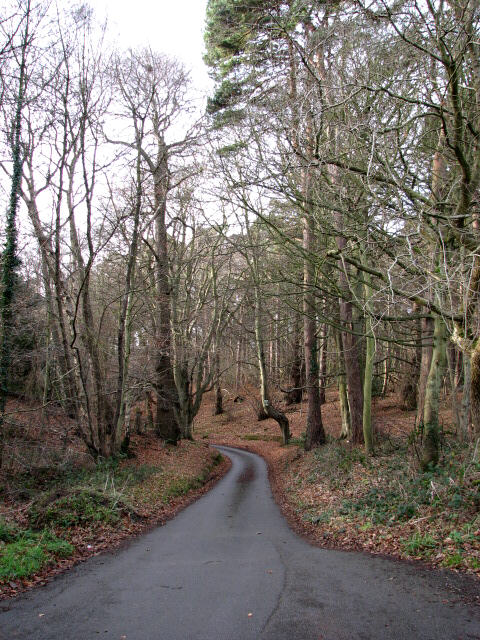